# Фортескю (Міссурі)
Фортескю (англ. Fortescue) — селище (англ. village) в США, в окрузі Голт штату Міссурі. Населення — 21 особа (2020).

## Географія
Фортескю розташований за координатами 40°3′6″ пн. ш. 95°19′4″ зх. д. / 40.05167° пн. ш. 95.31778° зх. д. (40.051795, -95.317645).  За даними Бюро перепису населення США в 2010 році селище мало площу 0,20 км², уся площа — суходіл.

## Демографія
Згідно з переписом 2010 року, у місті мешкали 32 особи в 10 домогосподарствах у складі 9 родин. Густота населення становила 163 особи/км².  Було 16 помешкань (82/км²).
Расовий склад населення:
| - 100,0 % — білих |

До двох чи більше рас належало 0,0 %. Частка іспаномовних становила 0,0 % від усіх жителів.
За віковим діапазоном населення розподілялося таким чином: 34,4 % — особи молодші 18 років, 62,5 % — особи у віці 18—64 років, 3,1 % — особи у віці 65 років та старші. Медіана віку мешканця становила 31,0 року. На 100 осіб жіночої статі у місті припадало 77,8 чоловіків;  на 100 жінок у віці від 18 років та старших — 110,0 чоловіків також старших 18 років.
Цивільне працевлаштоване населення становило 1 осіб. Основні галузі зайнятості: роздрібна торгівля — 100,0 %.